# Tornquist (kommunhuvudort i Argentina)
Tornquist är en kommunhuvudort i Argentina.   Den ligger i provinsen Buenos Aires, i den centrala delen av landet, 500 km sydväst om huvudstaden Buenos Aires. Tornquist ligger 294 meter över havet och antalet invånare är 6 473.
Terrängen runt Tornquist är platt. Runt Tornquist är det mycket glesbefolkat, med 3 invånare per kvadratkilometer.. 
Omgivningarna runt Tornquist är en mosaik av jordbruksmark och naturlig växtlighet.